# Lamentate
Lamentate za klavir i orkestar, s podnaslovom Homage to Anish Kapoor and his sculpture "Marsyas" (hommage Anishu Kapooru i njegovoj skulpturi "Marsija") je skladba koju je Arvo Pärt napisao 2002. godine po narudžbi galerije Tate Modern, u kojoj se tad nalazila skulptura "Marsija" Anisha Kapoora. Jedno je od glavnih djela pisanih u stilu tintinabulija.

## Kontekst
Marsija (gr. Μαρσύας) je satir iz grčke mitologije. O njemu postoje dvije legende. Po jednoj, izumio je aulos, frulu s dvjema cijevima. Po drugoj legendi, aulos je izumila boginja Atena, ali kad se pogledala u zrcalo i vidjela svoj smiješni lik s napuhanim obrazima, odbacila ju je i stavila prokletstvo da onaj tko nađe frulu bude strogo kažnjen. Marsija je našao frulu i izazvao Apolona na natjecanje u sviranju, u kome pobjednik bira nagradu. Pobijedio je Apolon i Marsiji je živom oderao kožu, kao primjer da ne treba izazivati bogove. Marsijina sudbina nadahnula je mnoge antičke i renesansne likovne umjetnike.
Britanski kipar Anish Kapoor je izradio skulpturu Marsyas (Marsija) po narudžbi za galeriju Tate Modern. Prateći dimenzije izložbenog prostora, Kapoorova gigantska skulptura dugačka je 150, široka 23 i visoka 35 metara. Skulptura se sastoji od dva ogromna okomita čelična obruča na suprotnim krajevima dvorane koji su s vodoravnim trećim obručem pri podu povezani posebno dizajniranom neprekidnom crvenom PVC membranom. Skulptura predstavlja oderanog Marsiju.
Tate Modern je galerija moderne umjetnosti u Londonu. Nalazi se u nekadašnjoj elektrani na obali Temze. Dvorana The Turbine Hall, u kojoj su nekad bile turbine, dužine je 155, širine 23, visine 35 metara i ima izložbenu površinu od 3300 m2. U njoj se izlažu posebno naručeni veliki radovi. Od listopada 2002. do travnja 2003. dvoranu je popunila skulptura Marsyas Anisha Kapoora.
Galerija je za tu instalaciju 2002. godine od Arva Pärta naručila glazbu. Na premijeri 7. veljače 2003. u galeriji sa skulpturom solistica na klaviru bila je Hélène Grimaud, a Alexander Briger je dirigirao Londonskom Simfonijetom (The London Sinfonietta).

## O glazbi
Skladba Lamentate (prema "lament") je napisana u stilu tintinabulija. Tintinabuli (prema latinskom tintinnabulum = zvono) je stil koji je Pärt kreirao 1976. godine.
Može se reći da je djelo retrospektiva skladatelja, od ranih početaka do bogate i raznovrsne kompozicije koju je Pärt otada razvio. Ovo nije koncert u virtuoznom smislu, ali klavir svejedno dominira djelom. Stavci su mikro-epizode, međusobno slabo vezane. Pärt koristi razne načine da pravoslavne crkvene tekstove prevede u glazbeni oblik, u dvama dijametralno suprotnim raspoloženjima, agresivnog i smirenog klavira.
Orkestracija: solo klavir, pikolo, 2 flaute, 2 oboe, 2 klarineta, 4 roga, 2 trube, 2 trombona, timpani, udaraljke, gudači
Po sastavu skladba ima oblik suite. Stavci su sljedeći:
| St. | Izvorni naziv | Prijevod | [m:ss] (*) |
| --- | --- | --- | ---------- |
| 1. | Minacciando | prijeteći | [2:38]     |
| 2. | Spietato | nemilosrdno | [3:33]     |
| 3. | Fragile | krhko | [1:04]     |
| 4. | Pregando | moleći | [5:59]     |
| 5. | Solitudine - stato d'animo | usamljenost - raspoloženje | [5:25]     |
| 6. | Consolante | utješno | [1:21]     |
| 7. | Stridendo | kričući | [1:31]     |
| 8. | Lamentabile | oplakujući | [5:46]     |
| 9. | Risolutamente | odlučno | [2:45]     |
| 10. | Fragile e conciliante | krhko i pomirljivo | [6:56]     |
| (*) navedena su vremena s izvođenja iz 2005. godine: - solist Aleksej Ljubimov (Алексей Любимов), - dirigent Andrej Borejko (Андрей Борейко), - SWR Stuttgart Radio Symphony Orchestra | (*) navedena su vremena s izvođenja iz 2005. godine: - solist Aleksej Ljubimov (Алексей Любимов), - dirigent Andrej Borejko (Андрей Борейко), - SWR Stuttgart Radio Symphony Orchestra | (*) navedena su vremena s izvođenja iz 2005. godine: - solist Aleksej Ljubimov (Алексей Любимов), - dirigent Andrej Borejko (Андрей Борейко), - SWR Stuttgart Radio Symphony Orchestra | [37:04]    |

Prosječno trajanje je oko 40 minuta.